# Скорики (Богодухівський район)
Скори́ки — село в Україні, у Богодухівському районі Харківської області. Входить до складу Золочівської селищної громади. Населення становить 98 осіб. Орган місцевого самоврядування до 2020 р. - Олександрівська сільська рада.

## Географія
Село Скорики знаходиться на правому березі річки Грайворонка, вище за течією на відстані 1 км розташоване село Завадське, нижче за течією примикає село Івашки, на протилежному березі — село Клинова-Новоселівка. На відстані 2 км розташована залізнична станція Муравський, за 2 км проходить автомобільна дорога Т 2103.

## Історія
12 червня 2020 року, розпорядженням Кабінету Міністрів України № 725-р «Про визначення адміністративних центрів та затвердження територій територіальних громад Харківської області», увійшло до складу Золочівської селищної громади.
19 липня 2020 року, в результаті адміністративно-територіальної реформи та ліквідації Золочівського району, село увійшло до складу Богодухівського району.